# Marianne Hapig
Marianne Hapig (* 5. März 1894 in Hohenthurm bei Halle; † 23. März 1973) war eine deutsche Sozialarbeiterin und im Widerstand gegen den Nationalsozialismus aktiv.

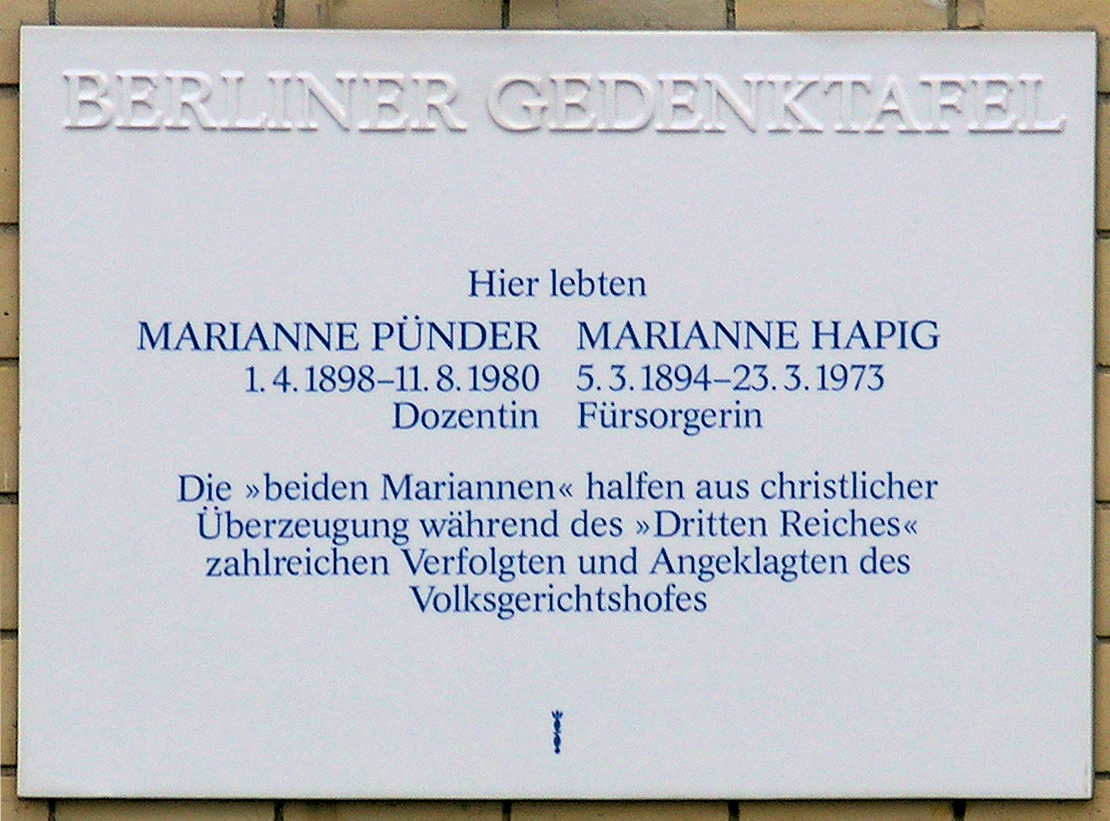
Gedenktafel auf der Marienstraße 15, Berlin-Steglitz

## Leben
Marianne Hapig besuchte in Halle die Schule und wechselte nach Schulabschluss an die Soziale Frauenschule des Katholischen Frauenbundes Deutschlands nach Berlin. Sie schloss als examinierte Fürsorgerin ab. 1921 wurde sie Tuberkulose-Fürsorgerin am Bezirksamt Berlin-Neukölln. Dort lernte sie auch ihre Freundin Marianne Pünder kennen. Ab 1929 war sie die erste Sozialarbeiterin (Sozialfürsorgerin) in einem katholischen Krankenhaus, am St. Hedwig-Krankenhaus in Berlin.
In der Weimarer Republik wurde über die Rolle des Sozialdienstes in Krankenhäusern mit besonderem Fokus auf der Höhe der Pflegesätze und der Verkürzung der Verweildauer der Patienten diskutiert. Eine führende Vertreterin der Sozialarbeit im Krankenhaus war, neben Hedwig Landsberg und Anni Tüllmann, Marianne Hapig. Sie setzte sich sehr für das Auskommen der Sozialarbeiterinnen ein, welche ab 1920 als Angestellte bezahlt wurden, aber immer noch Unterschiede von katholischen zu städtischen Krankenhäusern hinnehmen mussten. So führte sie auf, dass 1935 eine Krankenhausfürsorgerin bei zwar „freier Station und Verpflegung“ an einem katholischen Krankenhaus 150 Mark, aber an einem städtischen Krankenhaus 350–450 Mark erhielt. Hapig vertrat den Grundsatz, dass jedem größeren Krankenhaus die Finanzierung eines Sozialdienstes ohne besondere Schwierigkeiten möglich sei. Zur Finanzierung schlug sie einen Bettenschlüssel vor und forderte eine „voll ausgebildete Kraft“ als Sozialfürsorgerin. Für kleine Krankenhäuser überlegte sie, eine konfessionsgebundene Patientenbetreuung durch den Sozialdienst zu etablieren.
Direkt in Nachbarschaft zum St. Hedwig-Krankenhaus wurde im Frühjahr 1942 in einem ehemaligen jüdischen Altenheim eine Deportationssammelstelle eingerichtet. Einige der dort eingelieferten Juden versteckte Hapig gemeinsam mit dem Oberarzt Erhard Lux als angebliche Patienten im St. Hedwig-Krankenhaus. Gemeinsam organisierte sie mit ihrer Freundin, der Juristin Marianne Pünder in ihrem Büro im St. Hedwig-Krankenhaus eine kleine Hilfsstelle mit einer Kartei illegal in Berlin lebender Jüdinnen, welchen sie wechselnde Unterkunft und Nahrung beschaffte. Später nahmen sie sich auch der Inhaftierten der Verschwörung vom 20. Juli 1944 an und organisierten Lebensmittel, frische Wäsche, die Übermittlung versteckter Nachrichten und die Übergabe geistlicher Literatur. Während der Prozesse vor dem Volksgerichtshof und den Hinrichtungen in Plötzensee stand sie den Inhaftierten bei. Beide handelten in Einklang mit Kardinal Preysing und veranlassten die geeignete Vorbereitung der Gefangenen für die bevorstehenden Verhöre und Prozesse (Aktenvernichtungen, Absprache der Aussagen).
Die Lebensmittel wurden als Caritas-Verpflegung an die Häftlinge verteilt und Hapig schreibt dazu: „Die hauptamtlichen Fürsorgerinnen des Caritasverbandes haben den amtlichen Auftrag ihrer [Gestapo-] Dienststelle in Händen und sind gedeckt durch ihren dienstlichen Auftrag.“ Ebenso brachte sie Hostien für die heilige Kommunion in das Gefängnis.
Für Otto Geßler, der schwer misshandelt und stark entkräftet im KZ Ravensbrück von Anfang Dezember 1944 einsaß, organisierten die beiden Mariannen die Kommunion durch den von der Gestapo despektierlich als „Kanarienvogel“ bezeichneten Friedrich Erxleben.
Marianne Hapig schmuggelte Ende 1944 die in Gefangenschaft unter erheblichen Einschränkungen (die Misshandlungen nach der Überführung aus München nach Berlin sind im Tagebuch von Marianne Hapig dokumentiert) geschriebenen Dokumente von Pater Delp, welche später als Werk mit dem Titel Im Angesicht des Todes abgedruckt wurden, aus der Haftanstalt Tegel. Ebenso gelangte der Abschiedsbrief von Nikolaus Groß aus der Haftanstalt an die Öffentlichkeit.

## Unterstützung Festgenommener
Folgende, weitere politische Gefangene wurde durch die Initiative der „beiden Mariannes“ unterstützt:
- Andreas Hermes
- Hans Lukaschek
- Ferdinand Freiherr von Lüninck
- Walter Cramer
- Bernhard Letterhaus
- Hermann Pünder, Bruder ihrer Freundin und Unterstützerin Marianne Pünder
- Otto Geßler

## Entwicklung der Sozialstationen an Krankenhäusern
1929: mit Marianne Hapig als erste Sozialarbeiterin an einem katholischen Krankenhaus
1932: über 85 % der Betten an den katholischen Krankenhäusern in Berlin sind mit einem eigenständigen Sozialdienst versorgt.

## Ehrungen
Marianne Hapig und Marianne Pünder wurden gemeinsam auf einer Berliner Gedenktafel geehrt und der Marianne-Hapig-Weg in Berlin-Rudow trägt Hapigs Namen.
Sie ist gelistet bei der Gedenkstätte Deutscher Widerstand.

## Trivia
- Nach ihr ist ein Seniorenwohnheim der Caritas in Berlin benannt.
- Im Musical Nikolaus Groß wird auf den tiefen christlichen Glauben von Marianne Hapig referenziert, indem eine Szene beschrieben wird, wo Marianne Hapig bei einem Fliegeralarm statt in den zugewiesenen Schutzgraben in einen Luftschutzkeller zum Beten mit den dort ausharrenden Personen ging. Nach dem Angriff stellt sie einen Volltreffer des Schutzgrabens fest und sah hier die Hand Gottes am Werk.

## Werke
- Die soziale Krankenhausfürsorge in den Anstalten der freien Wohlfahrtspflege, Freie Wohlfahrtspflege, 6. Jg., H. 4/1931, S. 149 ff.
- Unterrichtserteilung an Krankenpflegeschülerinnen durch die Krankenhausfürsorgerin, Soziale Berufsarbeit, 12. Jg., H. 1/1932, S. 6–7
- Tagebuch und Erinnerungen, Annweiler, o. J.